# 阮梅
阮梅（越南语：／，1876年—1954年），越南阮朝進士。

## 生平
阮梅是河靜省德壽府宜春縣潘舍總仙田社（今屬河靜省宜春縣仙田社）人，嗣德二十九年（1876年）出生。成泰十二年（1900年），阮梅參加乂安場鄉試，考中舉人。成泰十六年（1904年），庭試考中第三甲同進士出身。
1925年，授鴻臚寺少卿。1931年，授光祿寺少卿。1934年，授鴻臚寺卿。1939年，授太常寺卿。